# 大圖書館的牧羊人
《大圖書館的牧羊人》是AUGUST於2013年1月25日發售的戀愛冒險類型日本成人遊戲。AUGUST的第九部作品。
2013年3月14日發表動畫化消息。2013年4月19日發表製作本篇+放學後的尾巴時光的Fan disc《大圖書館的牧羊人 -Dreaming Sheep-》（ -Dreaming Sheep-），2014年3月28日發售。
2014年5月14日宣布電視動畫於10月8日TOKYO MX等日本電視台播出。

## 概要
在2011年夏天舉辦的Comic Market 80上所分發的官方手冊中，發表新作製作的消息。
在2011年10月2日舉辦的DreamParty東京2011秋上所分發的冊子中，發表遊戲標題。2011年10月21日，AUGUST官方網站上發表遊戲標題，遊戲官方網站公開。同日，以在《TECH GIAN》（Enterbrain）2011年11月號、《PUSH!!》（MAX）2011年11月號上的資訊發布為開端，持續地在各種遊戲雜誌上發布資訊。隨著雜誌不同有的刊載專題文章、有的附贈抱枕之類的附錄。
2012年7月20日，決定在2013年1月25日發售。另外在7月22日發售的（Enterbrain）中收錄預先體驗版。
初回限定版PREMIUM PACK包含《小黏土人 白崎鶇&櫻庭玉藻》、《特製音樂改編CD》、《白崎鶇 誘惑抱枕套》、《べっかんこう事件CG原畫集》、《大圖書館的牧羊人 Chronicle（官方設定資料集）》。而初回限定版STANDARD PACK包含《大圖書館的牧羊人 Chronicle（官方設定資料集）》。
遊戲發售前就已經有5本漫畫化作品（參照#漫畫），也發售小說作品。
2013年4月19日發表製作Fan disc《大圖書館的牧羊人 -Dreaming Sheep-》（大図書館の羊飼い -Dreaming Sheep-）的决定。
5月20日發表製作衍生作品《大圖書館的牧羊人 -放學後的尾巴時光》（大図書館の羊飼い -放課後しっぽデイズ）的决定。以拍攝流浪貓照片為目的的貓寫真社為舞台，由《大圖書館的牧羊人》中負責輔助原畫的夏野イオ擔任原畫。7月4日，在官方網站公開的同時，發表了在8月10-12日所舉辦的Comic Market 84上先行販售，9月27日開始一般販售。

## 作品
前作《穢翼的尤斯蒂婭》以灰暗風格的作品受到好評，作為品牌的平衡考量，下一個作品以光明的學園作品為方向而決定本作的製作。作為製作人員的堅持，在劇本的分歧上特別下功夫，CG也用能充分發揮16:9的寬畫面的構圖。系統上則新追加能支援遊戲手把的機能。
在前作《穢翼的尤斯蒂婭》中次要的三位娼婦角色在附加劇情中有H情節，而在問卷中收到不少希望能夠有次要角色劇情的意見，本作的三位次要角色，雖然很短但也設置專用的攻略路線。
登場角色的手機鈴聲，使用August的各個過去作品的主題曲（參照#登場人物）。到2012年12月12日為止，全部可攻略角色的手機鈴聲以mp3/m4r兩種格式公開。
各角色學號的第3-4個數字代表入學的年分，而在新生的鈴木佳奈、御園千莉的學號上都是10，因此可以推斷故事的舞台是在2010年。
在作品中有不少過去作品的角色登場，但這是基於製作人員的樂趣性質的友情客串，官方並不存在是在同一世界觀的設定。

## 遊戲
《大圖書館的牧羊人》作為一款戀愛視覺小說遊戲，玩家必須與遊戲中5名女主角互動以推動劇情發展。玩家在遊玩《大圖書館的牧羊人》時將會花費大多數時間觀看出現在螢幕上的文字敘述、人物對話以及角色心理等，藉由這樣的方式除了讓故事獲得進展外，也可以與遊戲角色對話進行交流。
玩家於遊戲中能夠體會到5條主要故事路線。在每次閱讀故事發展以及與其他角色對話後，玩家便有機會能夠在與角色互動時、從遊戲提供的數個選項中挑選其中一項，這時遊戲會暫停一會兒以提供玩家依據先前的對話作出決定。玩家在某些關鍵選項之中的抉擇則會影響到遊戲朝特定方向展開，並進入各式分支情節（英語：Nonlinear gameplay）中。玩家在某些關鍵選項之中的抉擇可能會使遊戲提前結束，並以故事的結局代替。

## 劇情
擁有學生5萬人，教職員8000人，在國內居指可數的學校法人「汐美學園」。不僅有眾多的學生宿舍、各種的運動設施，還提供了咖啡餐廳甚至路面電車的充實資源，其中又以「大圖書館」被譽為有著僅次於國家圖書館的規模。筧京太郎在這大圖書館中，所屬於充滿幽靈社員的「圖書社」，一個人悠閒地讀著書。
4月，從以不論什麼樣的願望都能實現而聞名的如謎一般的牧羊人那裡收到寫著「今天，會有改變你的命運的事件吧」的郵件的筧，認識了白崎鶇。與友人櫻庭玉藻一起開始為了讓學園變得更快樂的活動的鶇，與玉藻和筧的友人一起加入了圖書社。經過接受來自學生的諮詢與解決學生的煩惱來讓學園變得更快樂的活動，鈴木佳奈與御園千莉也加入了圖書社。6個人都收到了牧羊人發的相同郵件。以Cosplay的方式分發傳單而提昇了知名度的圖書社收到了眾多的委託，一面收到來自圖書委員的小太刀凪的警告，在6月讓獨自舉辦的學園祭活動成功落幕。圖書社雖然在活動的同時追查著關於牧羊人的謎團，但只有京太郎總算發現了其真實身分。
接著到了7月。經過圖書社的活動，筧與特定的女性分擔其煩惱，有了更深入的接觸。

## 登場人物
- 配音：PC遊戲版配音員／動畫版配音員

### 主要角色
筧京太郎（聲：無／間島淳司、大地葉（幼年））
生日：4月28日，血型：O型，身高：174.7cm。
使用的手機的原型：au Windows Phone IS12T
本作男主角。所屬於汐美學園2年R組，主修人文科學教養科，單獨居住在西山手Heights 202號。
本人自稱1天不讀書就會出現戒斷症狀程度的書癡，連上下學或進食中眼睛都不離開書本。成績從入學以來一直保持著學年第一，頭腦同時兼具思考的速度與彈性，因此多次受到了追求優秀人才的學生會長的積極邀請，但都以會沒有時間讀書為由委婉拒絕。從入學以來就一直是圖書社社員，在社辦中幾乎都是在讀書，但自鶇她們加入圖書社後變得積極協助活動。
從旁人眼中看來是一個待人友善親切的好青年，但實際上總是冷靜地觀察周圍，基本上與周圍保持著若即若離的距離、以配合著對方言行的方式使自己與他人之間不起波瀾、守護自己的世界。但同時也是一個無法對遇到困擾的人棄之不顧，為了讓牽涉到的爭執能平滑地收場就算犧牲自己也樂意的濫好人。
擁有能夠看到預知未來的幻影的能力，平常因為覺得並不有趣所以不會主動地去看別人的未來，但也有無意識地看見了幻影，沒辦法無視而去幫助別人的情形。因為這個能力看見被捲進列車事故的幻影而出手相助而與鶇相遇，故事就此展開。
象徵動物是老鷹。
《大圖書館的牧羊人》官方角色人氣投票第12名。
白崎鸫（聲：三代真子／米澤圓）
生日：3月29日，血型：O型，身高：156.4cm，體重：48.7kg，三圍：86D/59/87。
使用的手機的原型：SoftBank HONEY BEE 101K
手機鈴聲：Lapis Lazuli（夜明前的琉璃色 PC版印象曲）
汐美學園2年R組，住在彌生寮C棟326室，彌生姊妹花的姊姊，京太郎的同班同學（官方尚未公布漢字，所以又譯白崎绪美）。
在一次的路面電車脫軌意外中被京太郎所救，因而彼此認識。暫定圖書社社長，圖書社主要活動目前是以她的提議為基礎。個性天真善良，但也有固執的一面，有天然呆傾向，有時候會說很冷的冷笑話。依玉藻所述在面對超過18人以上的人群時會變得相當畏縮。
興趣和專長是料理、裁縫還有攝影。
給每位成員決定各自象徵的動物，繡在給社員的坐墊上，另外，以害羞、不好意思為理由，沒有給自己決定象徵的動物。
但是因為劇情發展，在遊戲中有選項決定象徵她的動物，分別是治癒系的羊駝、肉食系的虎以及吉祥物系的松鼠。
《大圖書館的牧羊人》官方角色人氣投票第5名。
櫻庭玉藻（聲：橘櫻／齊藤佑圭）
生日：11月1日，血型：A型，身高：161.7cm，體重：47.2kg。三圍：85C/56/83。
使用的手機的原型：au iPhone 4S
手機鈴聲：深青Philosophy（夜明前的琉璃色-Moonlight Cradle- 片頭曲）
汐美學園2年R組，京太郎的同班同學。圖書社社員之一。做事講求效率，是嚴以律己的努力家。
白崎的知心好友，經常幫助她，本人表示她對白崎有超越友情的羈絆。家庭是江戶時代的藩主，因此周圍的人都稱她「公主」，本人不喜歡這個稱號。
興趣是繪畫，偶爾會有非常純情的幻想。
對自己的花粉症感到很困擾，常常談話中會被自己的噴嚏打斷。
象徵動物是狐，魚占卜的結果是「藤壺型」，會拒絕他人協助、獨自埋首苦幹的人。
《大圖書館的牧羊人》官方角色人氣投票第3名。
御園千莉（聲：丸井琴乃／山本希望）
生日：1月23日，血型：AB型，身高：154.3cm，體重：45.5kg，三圍：81C/55/80。
使用的手機的原型：au Cyber-shot™ケータイ S003
手機鈴聲：Asphodelus 〜アスフォデルス〜（穢翼的尤斯蒂婭 片頭曲）
汐美學園1年C組，以音樂特准生入學，住在神無月寮A棟701室，是國際知名的聲樂少女。
給人的初期印象是冷淡不多話，但實際上頗喜歡戲弄別人，扮演著毒舌角色。
個性不坦率，不過在緊急時刻會完全變了人似的。
雖然是個聲樂家，但除了表演之外，幾乎不會在公眾面前唱歌。
象徵動物是貓。
《大圖書館的牧羊人》官方角色人氣投票第6名。
鈴木佳奈（聲：遙空／仙台惠理）
生日：6月16日，血型：B型，身高：148.0cm，體重：41.1kg，三圍：78B/54/79。
使用的手機的原型：docomo with series Q-pot.Phone SH-04D
手機鈴聲：虹の彼方へ（Princess Holiday 〜転がるりんご亭千夜一夜〜 片尾曲）
汐美學園1年M組，住在彌生寮G棟511室，彌生姊妹花的妹妹。個性活潑開朗，很容易和人混熟。
外表開朗是為了掩飾不安和害羞，不習慣張揚自己的努力。自己能意識到内心的迷茫，對自己過去的不幸仍能笑着述說。
在學校最大的食堂「日光沙龍」擔任服務生，紗弓實是她的上司。
雖然個性外向，但是在禮儀方面仍然會慎選字詞。
對身高和胸部的發育不太满意所以經常吃肉，喝牛奶。
同樣喜歡看書，僅次於筧京太郎。
圖書社社員之一，主要是擔任開心果的角色。
象徵動物是犬。
《大圖書館的牧羊人》官方角色人氣投票第1名。
小太刀凪（聲：桐谷華／種崎敦美）
生日：12月31日，血型：A型，身高：152.1cm，體重：44.8kg，三圍：88E/56/82。
使用的手機的原型：docomo NEXT series Xperia PLAY SO-01D
手機鈴聲：divergent flow（月東日西 片頭曲）
所屬於汐美學園2年Y組。主修圖書館資訊學科。巨乳，將短髮綁於兩側，眼神銳利的活潑美少女。與京太郎同樣住在西山手Heights的201號，與京太郎是隔壁鄰居。
擔任圖書委員，當圖書館內的圖書社辦太吵時就會過來警告而常常跟著被捲進去。常常對圖書社員做出煽動地發言，尤其針對京太郎特別顯著。但也常以「房間的電視壞了希望能借我看電視」等理由跑到京太郎的房間作客，行動讓人捉摸不定。
很怕動物，到了只要靠近到身旁就會感受到威脅的程度。
小太刀年幼時，母親再婚嫁给京太郎父親，成為京太郎妹妹三个月。在一次差点被傭人强暴，被京太郎所救，而後來母親再婚，離開筧家。之後京太郎被送入孤兒院，與其重逢，喜歡他卻又無法接近。小太刀後來又被衣冠禽獸的養父母收養，彻底對這個世界失望。也有預知未來能力，所以被選為臨時牧羊人，為彻底逃離這個世界在幾年中而不斷奔波。
得知京太郎也在参與初試後難以接受，用郵件將圖書部召集起来，常創各種契機，希望他爱上某個人，藉此令他無法平等待人，輸掉初試。然而京太郎没有爱上任何人，通過初試。
《大圖書館的牧羊人》官方角色人氣投票第2名。
一之江金魚（聲：小澤亞李（PS Vita版））
生日：2月22日，血型：AB型，身高：146.1cm，三圍：83C/56/81
PlayStation Vita版「大圖書館的牧羊人 -Library Party-」的新女主角。汐美學園的1年級生，在學園第八食堂「洋甘菊」打工。

### 次要角色
高峰一景（聲：安達魯西亞／森久保祥太郎）
身高：176.1cm，汐美學園2年R組，京太郎的同班同學。
京太郎的知心好友。個性豪爽、隨和但認真而勤奮。
圖書社社員之一，作為輔助京太郎的存在。
空手道特准生，一年級的秋天因為腳受傷退出空手道社。
在櫻庭線為櫻庭的監視員。
象徵動物是狸。
使用的手機比較像是au G'zOne IS11CA。
《大圖書館的牧羊人》官方角色人氣投票第13名。
望月真帆（聲：波奈束風景／中島沙樹）
生日：8月8日；身高：159.8cm；三圍：87D/58/88；血型：A型
汐美學園3年A組，汐美學園的學生會長。
禮儀端正。個性強氣，想把京太郎拉到學生會裡。
《大圖書館的牧羊人》官方角色人氣投票第7名。
芹澤水結（聲：朝倉鈴音／佐藤利奈）
生日：4月23日；身高：155.9cm；三圍：86D/56/84；血型：B型
汐美學園1年K組，廣播社的DJ，同時也是現役聲優。
《大圖書館的牧羊人》官方角色人氣投票第8名。
嬉野紗弓實（聲：真宮柚／柏木美優）
生日：9月19日；身高：141.5cm；三圍：67AA/50/69；血型：O型
汐美学園2年F組，佳奈在「日光沙龍」打工的上司，專長是電腦科學，未來準備攻讀資訊工程。
熱衷於玩第一人稱射擊遊戲，是技術高超的狙擊手。
《大圖書館的牧羊人》官方角色人氣投票第4名。
多岐川葵（聲：川島梨乃／瑞澤溪）
汐美學園2年L組，汐美學園的學生副會長，Fan disc升格為可攻略角色。
《大圖書館的牧羊人》官方角色人氣投票第10名。
白崎細魚（聲：烏水元繪／大地葉）
鸫（绪美）的妹妹，幾年前起一直在住院，比姊姊小兩歲（中學三年級）。（官方尚未公布漢字，所以又譯白崎紗依）
《大圖書館的牧羊人》官方角色人氣投票第9名。
儀左右衛門（聲：秋山樹／鶴岡聰）
經常出沒於社辦的疑似貓科生物。體型相當肥大，不時還會搔首弄姿、發出擬人化的聲響，喜歡「坐」在椅子上。
《大圖書館的牧羊人》官方角色人氣投票第11名。
牧羊人（聲：黑木太陽／楠大典）
神秘的人物，是否存在等消息一切未知，不時會在關鍵時刻以牧羊人之名義發送簡訊給圖書社的社員。
它的存在牽動著所有圖書社的成員。各個牧羊人實際的工作目的是在暗處引導眾人朝向好的人生而前進，並適時避開重大的危險。
劇情中男性牧羊人自稱是祈伊，牧羊人編號第771號，男主角小時候遇見的中年男子，交給男主角的書籤，是祈伊本身的人生紀錄。負責男主角以及女主角小太刀的牧羊人試驗。至於那一些神秘簡訊，是小太刀以牧羊人的名義所發出的，算是牧羊人試驗的一環，男主角在通過第一次牧羊人試驗之後，再次與祈伊見面。在鶇的路線中，揭露其真實身分是男主角的父親，本名是筧朝彥。因為自己的經歷、遭遇，轉化成為想要讓大家幸福的力量，因此而成為牧羊人，但是，男主角卻認為父親的想法錯了，男主角與母親想要的很簡單，只不過是大家一起努力、共同生活而已。最後兩人仍是告別了，只留下一只象徵父親記憶的書籤。

### 「放學後的尾巴時光」登場角色
桐島慶
「放學後的尾巴時光」的主角。非常喜歡貓咪的照片，房間裡堆滿了貓咪攝影集和攝影器材。
土岐希美（聲：／石原舞（PS Vita版））
慶的青梅竹馬，貓寫真社的社長。
藤宮朔夜（聲：樫井櫻華／淺倉杏美（PS Vita版））
慶與望的青梅竹馬。老家是擁有歷史與格局的旅館，也因為久經磨練所以擅長家務。

## 製作人員
- 制作統整・總指揮 - るね
- 劇本 - 榊原拓 、内田ヒロユキ、安西秀明
- 原畫 -
- CG統整 - 弥弛
- 影片製作 - 北川由貴
- 音樂 - Active Planets

## 主題曲

### 大圖書館的牧羊人

印象曲
歌手 - Ceui / 作詞 -  / 作曲 - 小高光太郎、Ceui / 編曲 - 小高光太郎
片頭曲
歌手 -  / 作詞 -  / 作編曲 - 藤井亮太
插入曲
歌手 -  / 作詞 -  / 作編曲 - 小高光太郎、藤井亮太
插入曲
歌手 - 桜庭玉藻 / 作詞 -  / 作編曲 - 小高光太郎、藤井亮太
插入曲
歌手 - 御園千莉 / 作詞 -  / 作曲 - sumiisan
插入曲
歌手 - 鈴木佳奈 / 作詞 -  / 作曲 - 小高光太郎、藤井亮太 / 編曲 - DJ SHIMAMURA
插入曲
歌手 - 小太刀凪 / 作詞 -  / 作曲 - 小高光太郎、藤井亮太 / 編曲 - Bos
次要片尾曲「Dear Smile」
歌手 - Ceui / 作詞 -  / 作曲 - 小高光太郎、Ceui / 編曲 - 小高光太郎
片尾曲
歌手 -  / 作詞 -  / 作編曲 - 松本慎一郎

### 大圖書館的牧羊人 -放學後的尾巴時光
片尾曲
歌手 - Ceui / 作詞 -  / 作曲 - 小高光太郎、Ceui / 編曲 - 小高光太郎

### 大圖書館的牧羊人 -Dreaming Sheep-

片頭曲「Dreaming Sheep」
歌手 - 中惠光城 / 作詞 -  / 作編曲 - 小高光太郎
片尾曲
歌手 - 中惠光城 / 作詞 -  / 作編曲 - 松本慎一郎
GrandEnding
歌手 -  / 作詞 -  / 作編曲 - 松本慎一郎

### 大圖書館的牧羊人 -Library Party-
片头曲「Good Shepherd」
歌手 - 伊波杏樹 / 作词 -  / 作編曲 - 小高光太郎、西村太貴
片尾曲「Life, Like, Party! 」
歌手 - 一之江金魚（聲: 小澤亞李） / 作词 -  / 作編曲 - 小高光太郎、西村太貴

## 電視動畫
2014年10月8日於TOKYO MX播出。播放開始的前一週放送特別節目《大圖書館的牧羊人 前夜祭》。

### 製作人員
- 原作：AUGUST
- 系列構成：吉村清子
- 監督、角色設計、總作畫監督：Team nico（小西賢一、神谷友美、袖山麻美、林佳織、信田祐）
- 角色原案：
- 美術監督：池田繁美（ATELIER MUSA）
- 色彩設計：大西峰代
- 攝影監督：本台貴宏
- 音響監督：森下廣人
- 音樂：Active Planets
- 音樂製作：SIDE CONNECTION
- 製片人：永井理
- 動畫製作人：中智仁、植田慎也
- 動畫製作：Hoods Entertainment、Felix Film
- 製作：白崎鶇與迷路的小羊們

### 主題曲
片頭曲「On my Sheep」
歌手：中惠光城，作詞：，作編曲：小高光太郎
片尾曲
歌手：，作詞：，作編曲：松本慎一郎
插入曲（第12話）
歌手：御園千莉，作詞：，作編曲：sumiisan

### 各話列表
| 話數   | 日文標題 | 中文標題         | 劇本       | 分鏡     | 演出              | 作畫監督                                                                    | 片尾插畫 |
| ------ | -------- | ---------------- | ---------- | -------- | ----------------- | --------------------------------------------------------------------------- | -------- |
| 第1話  |          | 圖書社結成       | 吉村清子   | 藤森一真 | 信田祐 神谷友美   | 柚山麻美、林佳織 佐佐木美和、齋藤育實 板垣彰子、藪本和彥 神谷友美           |          |
| 第2話  |          | 遺失物、拾得物   | 吉村清子   | 高橋成世 | 齋藤啟也          | 坂本千代子                                                                  | 和錆     |
| 第3話  |          | 孤身歌姬         | 大知慶一郎 | 笹木信作 | 神谷友美          | 三島千枝                                                                    |          |
| 第4話  |          | 新生圖書社       | 內海照子   | 藤森一真 | 飯田薰久          | 小林利充、末田晃大 森川侑紀                                                 |          |
| 第5話  |          | 郵件的真相       |            | 高橋成世 | 土屋智義 淺見松雄 | 高橋初美、三島千枝 山崎千繪                                                 |          |
| 第6話  |          | 魔法圖書館       | 吉村清子   | 笹木信作 | 佐佐木美和        | 佐佐木美和                                                                  |          |
| 第7話  |          | 圖書社的假日     | 大知慶一郎 | 藤森一真 | 秋山宏            | 森悅史、手島典子                                                            |          |
| 第8話  |          | 魔法之書         | 內海照子   | 笹木信作 | 長濱彥            | 飯飼一幸、南伸一郎 謝夢                                                     |          |
| 第9話  |          | 歌姬的選擇       |            | 山內重保 | 山內重保          | 小林利充、鎌田均 三島千枝、飯飼一幸                                         |          |
| 第10話 |          | 告白             | 大知慶一郎 | 藤森一真 | 西村大樹          | 熊田明子、服部憲知 飯島弘也、本田剛士 竹田欣弘、UEC                         |          |
| 第11話 |          | 決心             | 吉村清子   | 小島正幸 | 三島千枝          | 高橋初美、森悅史 真壁智之、宇良隆太 三島千枝、菅振宇                        |          |
| 第12話 |          | 大圖書館的牧羊人 | 吉村清子   | 笹木信作 | 信田祐 淺見松雄   | 神谷友美、袖山麻美 林佳織、佐々木美和 齋藤育實、藪本和彥 三島千枝、高橋初美 |          |

### 播放電視台
日本深夜動畫：下文記載的日本国内播放時間使用日本標準時間（UTC+9）表示。因為部分時間标识會採用30小时制，因此請留意这类超过24:00的时间，其實際播放時間為翌日清晨。
| 播放地區 | 播放電視台   | 播放日期                | 播放時間（UTC+9）         | 所屬聯播網 | 備註   |
| -------- | ------------ | ----------------------- | ------------------------- | ---------- | ------ |
| 東京都   | TOKYO MX     | 2014年10月8日－12月24日 | 星期三 24時30分－25時00分 | 獨立UHF局  |        |
| 日本全國 | NICONICO動畫 | 2014年10月8日－12月24日 | 星期三 24時30分－25時00分 | 網路電視   |        |
| 日本全國 | DMM.com      | 2014年10月9日－12月25日 | 星期四 10時00分 更新      | 網路電視   |        |
| 日本全國 | AT-X         | 2014年10月9日－12月25日 | 星期四 23時00分－23時30分 | 衛星電視   | 有重播 |

### 藍光／DVD
| 卷 | 發售日         | 收錄話         | 規格編號    | 規格編號    | 規格編號    |
| 卷 | 發售日         | 收錄話         | 藍光限定版  | 藍光通常版  | DVD通常版   |
| -- | -------------- | -------------- | ----------- | ----------- | ----------- |
| 1  | 2014年12月25日 | 第1話－第2話   | TEPDH-32960 | TEPDH-32961 | TEPDH-32962 |
| 2  | 2015年1月29日  | 第3話－第4話   | TEPDH-32963 | TEPDH-32964 | TEPDH-32965 |
| 3  | 2015年2月26日  | 第5話－第6話   | TEPDH-32966 | TEPDH-32967 | TEPDH-32968 |
| 4  | 2015年3月26日  | 第7話－第8話   | TEPDH-32969 | TEPDH-32970 | TEPDH-32971 |
| 5  | 2015年4月23日  | 第9話－第10話  | TEPDH-32972 | TEPDH-32973 | TEPDH-32974 |
| 6  | 2015年5月28日  | 第11話－第12話 | TEPDH-32975 | TEPDH-32976 | TEPDH-32977 |

### 映像特典
| 話數 | 日文標題 | 中文標題                              | 分鏡     | 演出     | 作畫監督                  |
| ---- | -------- | ------------------------------------- | -------- | -------- | ------------------------- |
| 1    |          | 白崎＆櫻庭                            | 飯田薰久 | 飯田薰久 | 柚山麻美、林佳織 神谷友美 |
| 2    |          | 御園＆鈴木                            | 飯田薰久 | 飯田薰久 | 柚山麻美、林佳織 神谷友美 |
| 3    |          | 小太刀＆嬉野                          | 藤森一真 | 藤森一真 | 不適用                    |
| 4    |          | 裸體女王最終版本～少女與奇蹟之石～    | 高橋成世 | 中智仁   | 不適用                    |
| 5    |          | 續 裸體女王最終版本～少女與奇蹟之石～ | 高橋成世 | 中智仁   | 不適用                    |
| 6    |          | 望月&多岐川                           | 高橋成世 | 宮川篤吏 | 不適用                    |

## 相關商品

### 漫畫
- 佐々木あかね  ASCII Media Works〈電撃Comic〉在ASCII Media Works的《電撃G's magazine》2012年4月號中刊載預告篇後，5月號（3月30日發售）連載至2014年5月號，之後於2014年6月號開始刊載在《電擊G's Comic》雜誌[37]，本篇的漫畫化。全4卷。

| 集數 | ASCII Media Works | ASCII Media Works      |
| 集數 | 發售日期          | ISBN                   |
| ---- | ----------------- | ---------------------- |
| 1    | 2012年11月27日    | ISBN 978-4-04-891105-4 |
| 2    | 2013年7月27日     | ISBN 978-4-04-891774-2 |
| 3    | 2014年5月27日     | ISBN 978-4-04-866559-9 |
| 4    | 2014年12月27日    | ISBN 978-4-04-869131-4 |
- 日下皓 《大圖書館的牧羊人 the Little Lutra lutra》 角川書店〈Kadokawa Comics Ace〉在角川書店的《Comptiq》2012年6月號刊載預告篇後，從7月號（6月8日發售）連載到2013年6月號（5月10日發售）。Lutra lutra是歐亞水獺的學名。以鶇的視角描寫從各角色與筧的相遇到全員加入圖書社，關係變好的過程。雖然依循著本篇的流程，但也有不少基於原創情節的改編。完結時關於牧羊人的事仍在謎團之中。全2卷。

```
: {| class="wikitable" style="font-size:small;"
```

!rowspan="2"|集數
!colspan="2"| 角川書店
!colspan="2"| 四季出版
|-
!發售日期!!ISBN!!發售日期!!ISBN
|-
!1
|2012年12月26日||ISBN 978-4-04-120526-6
|2014年11月8日||ISBN 978-986-568-620-8
|-
!2
|2013年6月7日||ISBN 978-4-04-120736-9
|2014年12月24日||ISBN 978-986-568-624-6
|}
- Rico 《 〜Lovely♥Librarians〜》ASCII Media Works〈電撃Japan Comics〉於ASCII Media Works的《DENGEKI HIME》2012年8月號刊載預告篇後，從9月號（7月30日發售）開始連載中。每話各以一位主要女角為焦點，短篇集形式的原創故事。有色情描寫。全3卷。
  1. 2013年3月15日出版、ISBN 978-4-04-891562-5
  2. 2013年12月14日出版、ISBN 978-4-04-866230-7
  3. 2014年9月13日出版、ISBN 978-4-04-866697-8

- 和錆 《 〜Library 4 you〜》於一迅社的《Manga 4格frames》從2012年10月號（8月22日發售）開始連載的四格漫畫。在《Manga 4格frames Online》也有不定期的刊載。以京太郎、鶇、玉藻為中心描寫圖書社的日常。（目前僅代理出版第1卷）

| 集數 | 一迅社         | 一迅社                 | 東立出版社   | 東立出版社             |
| 集數 | 發售日期       | ISBN                   | 發售日期     | ISBN                   |
| ---- | -------------- | ---------------------- | ------------ | ---------------------- |
| 1    | 2013年8月5日   | ISBN 978-4-7580-8186-3 | 2015年3月2日 | ISBN 978-986-365-745-3 |
| 2    | 2014年12月22日 | ISBN 978-4-7580-8225-9 |              |                        |
《大圖書館的牧羊人 ～孤身歌姬～》
作者：佃煮海苔男，Media Factory〈MF Comics Alive series〉於Media Factory的《月刊Comic Alive》從2012年11月號（9月27日發售）開始連載。以御園千莉為女主角，御園路線的漫畫化。全2卷。
| 集數 | Media Factory  | Media Factory          | 尖端出版社     | 尖端出版社           |
| 集數 | 發售日期       | ISBN                   | 發售日期       | EAN                  |
| ---- | -------------- | ---------------------- | -------------- | -------------------- |
| 1    | 2013年2月28日  | ISBN 978-4-8401-5004-0 | 2014年10月21日 | EAN 471-770-226325-6 |
| 2    | 2013年10月31日 | ISBN 978-4-8401-5333-1 | 2015年1月19日  | EAN 471-770-226426-0 |
- 《 コミックアンソロジー》一迅社〈DNA Media comics〉
  1. 2013年4月25日出版、ISBN 978-4-7580-0749-8
  2. 2013年6月25日出版、ISBN 978-4-7580-0758-0

### 輕小說
《大圖書館的牧羊人 overture》
原作：AUGUST　作者：田尾典丈　插圖：，Enterbrain Fami通文庫。
個別描寫5位主要女主角在進入圖書社之前的前日談的原創短篇集。
| 集數 | Enterbrain    | Enterbrain             | 青文出版社   | 青文出版社             |
| 集數 | 發售日期      | ISBN                   | 發售日期     | ISBN                   |
| ---- | ------------- | ---------------------- | ------------ | ---------------------- |
| 1    | 2012年8月30日 | ISBN 978-4-0472-8304-6 | 2013年7月3日 | ISBN 978-986-310-673-9 |
《大圖書館的牧羊人》
原作：AUGUST　作者：田尾典丈　插圖： 封面插圖：，Enterbrain Fami通文庫
本篇的小說化。得到AUGUST的許可，在展開上做改編。
| 集數 | Enterbrain    | Enterbrain             | 青文出版社     | 青文出版社             |
| 集數 | 發售日期      | ISBN                   | 發售日期       | ISBN                   |
| ---- | ------------- | ---------------------- | -------------- | ---------------------- |
| 1    | 2013年2月9日  | ISBN 978-4-04-728659-7 | 2014年11月12日 | ISBN 978-986-356-167-5 |
| 2    | 2013年4月30日 | ISBN 978-4-04-728857-7 | 2015年2月4日   | ISBN 978-986-356-197-2 |

### CD

#### 單曲
由Side Connection Music發行。
《ストレイトシープ》
歌手 - Ceui、西沢はぐみ / 發售 - 2012年8月24日 / ASIN B008KFXASG（附電話卡限定版） / ASIN B008KFXATA（一般版）
收錄遊戲PV歌曲「ストレイトシープ」與片頭曲「夢飼い日和」，加上5位主要女主角所演唱的「ストレイトシープ－Merry Quintet's Ver.－」，與兩首歌的音樂盒版本、無人聲版本。
《明日への栞》
歌手 - 西沢はぐみ 、Ceui / 發售 - 2013年1月25日 / ASIN B00AR9SMHW （附電話卡限定版） / ASIN B00AR9SMHC（一般版）
收錄遊戲片尾曲「明日への栞」與次要片尾曲「Dear Smile」，加上3位次要女主角所演唱的「Dear Smile -Tricolour Trio's Ver.-」，與兩首歌的音樂盒版本、無人聲版本。

#### 專輯
由AUGUST發行。

發售 - 2013年3月29日 / ASIN B00BMJMKBU
PV歌曲「ストレイトシープ」、片頭曲「夢飼い日和」、片尾曲「明日への栞」與次要片尾曲「Dear Smile」，加上各主要女主角結局插入曲、3位次要女主角所演唱的「Dear Smile -Tricolour Trio's Ver.-」與5位主要女主角所演唱的「ストレイトシープ－Merry Quintet's Ver.－」全曲重新收錄。封面是御園千莉。

發售 - 2013年5月24日 / ASIN B00CDI7A9G
CD3片裝。收錄遊戲内所使用的BGM、PV歌曲及片頭曲的short ver.。封面是鈴木佳奈，與『ボーカルコレクション』的千莉成對。特典的特製收藏盒，可以同時收納『ボーカルコレクション』。

### 書籍
（Enterbrain）
發售 - 2012年7月27日 / ISBN 978-4-0472-8318-3
刊載角色介紹文章與設定資料。封面是5位主要女主角和3位次要女主角。附錄海報是鶇。附錄DVD中收錄體驗版與桌布。
（角川書店）
發售 - 2012年12月26日 / ISBN 978-4-0411-0334-0
以主要女主角為中心的個人資料與情報、Q&A等，內容聚焦在登場角色上，封面是鶇。並收錄日下皓與兒玉樹特別繪製的漫畫和華々つぼみ畫的四格漫畫，以及附有特別錄製的收錄女主角們的日常的廣播劇CD。
《大圖書館的牧羊人 全彩設定畫冊》（大図書館の羊飼い ビジュアルファンブック）（Enterbrain）（青文出版）
發售 - 2013年6月28日 / ISBN 978-4-04-729035-8
附收藏盒的二本裝。登場角色介紹、舞台解說、各種插圖和製作人員與聲優留言收錄在A4縱向翻頁雜誌書。劇情摘要與事件CG收錄在A4橫向翻頁雜誌書。包含特別繪製B2海報。

## 評價
2012年，《大圖書館的牧羊人》初回限定版四度登上日本全国电脑游戏预約榜前十名。《大圖書館的牧羊人》的初回限定版在2013年1月的日本全国电脑游戏销售榜上排名第一位。ファミ通1366號的クロスレビュー給PSV版評分為28/40。在2013年Getchu.com举办的美少女游戏大赏中获得综合部门和音乐部门第1名，剧本部门第4名，系统部门和图像部门第3名，视频部门第2名，角色部门鈴木佳奈获得第2名，小太刀凪获得第12名，嬉野紗弓実获得第20名。

## 外部連結
- 大圖書館的牧羊人 （页面存档备份，存于）AUGUST（日語）
- PlayStation Vita版官方網站 （页面存档备份，存于）ARIA（日語）
- 任天堂Switch版官方網站（页面存档备份，存于）ARIA（日語）
- PlayStation 4版官方網站 （页面存档备份，存于）ARIA（日語）
- 電視動畫官網 （页面存档备份，存于）（日語）
- 電視動畫官網 （页面存档备份，存于）AT-X（日語）
- 電視動畫官網 （页面存档备份，存于）TOKYO MX（日語）
- 電視動畫《大圖書館的牧羊人》Twitter的X（前Twitter）（日語）
- 《大圖書館的牧羊人》在視覺小說數據庫的頁面 （英文）
- 大圖書館的牧羊人（動畫）在動畫新聞網百科全書中的資料（英文）